# Tromatobia ornata
Tromatobia ornata är en stekelart som först beskrevs av Johann Ludwig Christian Gravenhorst 1829.  Tromatobia ornata ingår i släktet Tromatobia och familjen brokparasitsteklar. Arten är reproducerande i Sverige. Utöver nominatformen finns också underarten T. o. nigrescens.